# Filothéi-Psychikó
Filothéi-Psychikó (grec moderne : Φιλοθέη-Ψυχικό) est un dème situé juste au nord-est d'Athènes dans la périphérie de l'Attique en Grèce. Il est créé en 2011 par la fusion des anciens dèmes de Filothéi, de Psychikó et de Néo Psychikó.